# Бурдасов, Владимир Леонтьевич
Владимир Леонтьевич Бурдасов (1921—1944) — участник Великой Отечественной войны, Герой Советского Союза. Командир батареи 102-го гвардейского истребительно-противотанкового артиллерийского полка 11-й истребительно-противотанковой артиллерийской бригады 2-го Украинского фронта, гвардии лейтенант.

## Биография
Родился 1 августа 1921 года на станции Чакино Кирсановского уезда (ныне — Ржаксинского района Тамбовской области) в семье рабочего. Русский.
Окончил 10 классов. В 1937 году поступил в Московский железнодорожный техникум. Работал диспетчером на одной из железнодорожных станций в Подмосковье.
В Красной Армии с 1941 года. В 1942 году окончил Подольское артиллерийское училище. В действующей армии — с октября 1941 года. Бурдасов был в числе тех курсантов Подольского артиллерийского училища, которые в октябре 1941 года помогли задержать врага, рвавшегося к Москве, на Ильинском рубеже в Смоленской области.
В 1943 году Бурдасов сражался на Курской дуге, форсировал Днепр, освобождал Правобережную Украину. Особо отличился гвардии лейтенант Бурдасов в период Ясско-Кишинёвской операции.

### Подвиг
23 августа 1944 года, после того как основные силы противника оказались в Ясско-Кишинёвском котле, началось преследование арьергардов противника на территории Румынии. Батарея Бурдасова в составе моторизованного отряда с пехотой, посаженной на машины, ворвалась в расположение противника. Артиллеристы прямой наводкой уничтожали вражеские огневые точки, расстреливали его пехоту. Гитлеровцы не выдержали удара, стали отступать. Батарейцы Бурдасова захватили 5 орудий, 3 танка, много повозок с военным имуществом. В ходе дальнейшего преследования противника батарея с десантом пехоты ворвалась на окраины селения Чортешти, находящегося в 30 километрах от города Яссы (Румыния), и вступила в бой с превосходящими силами противника. На деревню Чортешти надвигались немецкие танки. Несколько часов продолжался бой в селении. Бурдасов неоднократно сам становился к орудию и бил по врагу прямой наводкой. Советские артиллеристы сдержали натиск противника, не отступив ни на шаг. Но в этом бою осколком разорвавшегося снаряда командир батареи гвардии лейтенант Бурдасов был убит.
Похоронен Герой в братской могиле в селе Таксобены Фалештского района Молдавии.

## Награды
- Указом Президиума Верховного Совета СССР от 24 марта 1945 года за образцовое выполнение боевых заданий командования на фронте борьбы с немецко-фашистскими захватчиками и проявленные при этом отвагу и геройство гвардии лейтенанту Владимиру Леонтьевичу Бурдасову было посмертно присвоено звание Героя Советского Союза.
- Награждён орденами Ленина и Красной Звезды, а также медалями.

## Память
- На здании Чакинского сельскохозяйственного техникума в честь Героя установлена мемориальная доска.
- Указом Президиума Верховного Совета РСФСР от 28 июня 1956 года Чакинской средней школе Ржаксинского района присвоено имя В. Л. Бурдасова[3].
- Приказом Министра обороны СССР № 139 от 10 июня 1974 года  В. Л. Бурдасов навечно зачислен в списки личного состава воинской части 74832[4].
- В 1985 году в честь В. Л. Бурдасова был выпущен почтовый конверт СССР[5].